# Lieja-Bastoña-Lieja 1953
La Lieja-Bastogne-Lieja 1953 fue la 39.ª edición de la clásica ciclista Lieja-Bastoña-Lieja. La carrera se disputó el domingo 3 de mayo de 1953, sobre un recorrido de 236 km. El vencedor final fue el belga Alois De Hertog (Alcyon-Dunlop) que se impuso con más de cinco minutos de ventaja sobre los franceses Maurice Diot (Mercier-Hutchinson) y Raoul Rémy (Mercier-Hutchinson), segundo y tercero respectivamente. 

## Clasificación final
| Posición | Ciclista            | Equipo             | Tiempo   |
| -------- | ------------------- | ------------------ | -------- |
| 1        | Alois De Hertog     | Alcyon-Dunlop      | 6h53'51" |
| 2        | Maurice Diot        | Mercier-Hutchinson | a 5'03"  |
| 3        | Raoul Rémy          | Mercier-Hutchinson | s.t.     |
| 4        | Jan Storms          | Dilecta            | a 5'35"  |
| 5        | Robert Vanderstockt | -                  | s.t.     |
| 6        | Nino Defilippis     | Legnano            | a 6'54"  |
| 7        | Jan Zagers          | -                  | s.t.     |
| 8        | Briek Schotte       | Alcyon-Dunlop      | s.t.     |
| 9        | Jozef Lefevre       | -                  | s.t.     |
| 10       | Raymond Impanis     | Garin-Wolber       | s.t.     |